# Херцнах
Херцнах (нем. Herznach) — населённый пункт в Швейцарии, входит в состав коммуны Херцнах-Икен округа Лауфенбург в кантоне Аргау.
Население составляет 1560 человек (на 31 декабря 2021 года).

## История
На территории Херцнаха были найдены могилы эры Аллеманов. Первое упоминание датируется 1097 годом под именем «Hercenahc».
До 2022 года был самостоятельной коммуной (официальный код — 4166). 1 января 2023 года объединён с коммуной Икен в новую коммуну Херцнах-Икен.